# Дынник, Михаил Александрович
Михаи́л Алекса́ндрович Ды́нник (18 февраля [1 марта] 1896, Киев — 16 марта 1971, Москва) — советский философ, специалист в области истории европейской философии и эстетики, диалектического и исторического материализма; переводчик классических авторов. Член-корреспондент АН СССР (1958).

## Биография

Могила Дынника на Новодевичьем кладбище Москвы.

Родился в семье адвоката. Получил домашнее образование, сдав экзамены за гимназический курс. Окончил историко-филологический факультет Киевского университета по отделению философии и словесности (1919) и аспирантуру РАНИОН (1923), затем вёл научную и преподавательскую работу в вузах. В 1926 г. — преподаватель политэкономии на рабфаке им. Артема Московской горной академии. Доцент этнологического факультета МГУ (1928), заведующий кафедрой истории философии (1930—1931). В 1930—1950-е годы читал в МИФЛИ и МГУ курсы «История античной философии», «История новой философии», «Современная зарубежная философия», одновременно работал в Институте философии Комакадемии в должности старшего научного сотрудника. Утверждён в звании профессора (1934). Профессор кафедры истории зарубежной философии философского факультета МГУ (1942—1956).
С 1943 года — старший научный сотрудник, с 1968 года — заведующий сектором истории западной философии ИФ АН СССР. В 1947—1950 годах заведовал редакцией философии и психологии в Издательстве иностранной литературы при СМ СССР. Доктор философских наук (1949), заведующий кафедрой истории философии АОН при ЦК КПСС (1956—1959). С 1959 года — председатель комиссии АН СССР по координации научных исследований в области эстетики. Член бюро Отделения философии и права АН СССР (1967—1971), заместитель председателя Научного совета по проблемам эстетики при секции общественных наук Президиума АН СССР.

## Основные работы
Монографии
- «Диалектика Гераклита Эфесского» (1929)
- «Очерк истории философии классической Греции» (1936)
- «Філософія рабовласницького суспільства» (1941)
- «Материалисты Древней Греции» (1955, редактор)
- «Современная философия и социология в странах Западной Европы и Америки» (1964, редактор)

Статьи
- «От примирения с действительностью к апологии разрушения (к вопросу о развитии гегельянства Михаила Бакунина)» // «Летописи марксизма», 1927, № 4
- «Борьба материализма и идеализма в античном обществе» // «Под знаменем марксизма», 1938, № 5
- «Ленин об истории философии» // «Известия АН СССР. Серия истории и философии», 1945, т. 2, № 2
- «Философские взгляды Вольтера» // «Вольтер. Статьи и материалы» (1948)
- «За марксистское изучение античного материализма» // «Вестник древней истории», 1948, № 4
- «Мировоззрение Джордано Бруно» // Бруно Дж. «Диалоги» (1949)
- «Американские буржуазные философы — апологеты империалистической реакции» // «Против философствующих оруженосцев американо-английского империализма: очерки критики современной буржуазной философии и социологии» (1951)
- «О философских и эстетических идеях Леонардо да Винчи» // «Вопросы философии», 1952, № 4
- «Философия Гегеля и её место в истории философской мысли» // «Учёные записки АОН при ЦК КПСС», 1957, вып. 28

Принимал участие в составлении первого тома так называемой «серой лошади» («История философии» под редакцией Г. В. Александрова и др.). Соавтор и редактор 6-томной «Истории философии» (тт. 1-6, 1957—1965) и учебного пособия для студентов высших учебных заведений «Основы марксистской философии» (1958).
Перевёл на русский язык фрагменты Гераклита и произведения Парменида («О природе», 1935), Дж. Бруно («О причине, начале и едином», 1934—1949) и К.-А. Гельвеция («Счастье», 1936).

## Награды
Лауреат Сталинской премии в области науки за участие в создании академической «Истории философии» (1943). Был награждён орденом «Знак Почёта» (1967), а также медалями.